# Nymphula manilensis
Nymphula manilensis là một loài bướm đêm trong họ Crambidae.